# La historia de Bienvenido
La historia de Bienvenido es una película infantil española del año 1963. Está protagonizada por Marisol.

## Argumento
La famosa estrella Marisol va a un hospital infantil a entretener a los niños y les cuenta una historia sobre la vida de un borriquito llamado Bienvenido que fue separado de su madre, salió a buscarla y pasó por muchas dificultades.

## Canciones
- Bienvenido (música de Antonio Moya, letra de Sánchez Silva) interpretada por Marisol

## Intérpretes
- Marisol
- Boliche (Manuel Bermúdez)
- Jesús Guzmán
- Anabel Pintado
- Mari Carmen
- Augusto
- Valentín Tornos
- Miguel Armario
- Antonio Braña
- José María Labernié
- Milagros Guijarro